# Bluebook
The Bluebook: A Uniform System of Citation (powszechnie znany jako Blue Book albo Harvard Citator) to przewodnik stylu, który określa najczęściej używany system cytowania prawniczego w Stanach Zjednoczonych. Jest on nauczany i używany w większości amerykańskich szkół prawniczych, a także w większości sądów federalnych. Wydawcy prawniczy używają również kilku "domowych" stylów cytowania w swoich pracach.
Podczas gdy opinie na temat jego powstania w Yale i Harvard Law Schools różniły się, kiedy Harvard od dawna przypisuje sobie zasługi; The Bluebook jest opracowywany przez Stowarzyszenie Harvard Law Review, Columbia Law Review, Yale Law Journal, i University of Pennsylvania Law Review. Obecnie znajduje się w 21. wydaniu (opublikowanym w lipcu 2020 r.). Jego nazwa została po raz pierwszy użyta w 6. wydaniu (1939).
Sąd Najwyższy stosuje w swoich opiniach własny, unikalny styl cytowania, mimo że większość sędziów i ich urzędników zdobyła wykształcenie prawnicze w szkołach prawniczych, które korzystają z The Bluebook. Ponadto wiele sądów stanowych ma własne zasady cytowania, które mają pierwszeństwo przed przewodnikiem dla dokumentów składanych w tych sądach. Niektóre z lokalnych zasad są prostymi modyfikacjami systemu The Bluebook. Sąd Najwyższy stanu Delaware ogłosił zasady cytowania dla niezgłoszonych spraw znacznie różniących się od jego standardów, a zwyczaj w tym stanie co do formatu cytowania Jednolitego Kodeksu Cytowania Delaware również różni się od niego. W innych stanach lokalne zasady różnią się od The Bluebook tym, że używają własnych przewodników po stylu. Adwokaci w tych stanach muszą być w stanie płynnie przełączać się między stylami cytowania w zależności od tego, czy ich produkt pracy jest przeznaczony dla sądu federalnego czy stanowego. Kalifornia zezwoliła na cytowanie zarówno w Bluebook, jak i we własnym podręczniku stylu, ale wielu praktyków i sądów nadal zaleca California Style Manual.
Wersja online The Bluebook została uruchomiona w 2008 r. Wersja mobilna została uruchomiona w 2012 r. w ramach aplikacji Rulebook, która umożliwia prawnikom dostęp do federalnych lub stanowych przepisów sądowych, kodeksów i podręczników stylu na iPadzie i innych urządzeniach mobilnych.